# 胱天蛋白酶1

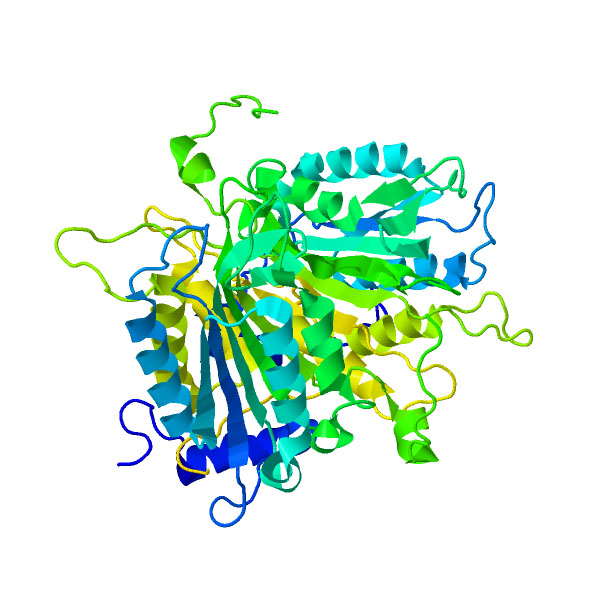
胱天蛋白酶1酶原

胱天蛋白酶1/白介素1转换酶（ICE）是一种进化上保守的酶，化学式为：C1407H2221O430N387S19，可通过蛋白酶解将其他蛋白质（例如炎症细胞因子白细胞介素1β和白细胞介素18的前体以及细胞焦亡诱导剂Gasdermin D）裂解为活性成熟肽。作为炎症反应引发剂，它在细胞免疫中发挥着核心作用。一旦通过形成炎性小体复合物而被激活，它会通过裂解启动促炎反应，从而激活两种炎性细胞因子：白细胞介素1β（IL-1β）和白细胞介素18（IL-18）以及细胞焦亡（一种程序性裂解细胞死亡途径），通过Gasdermin D的裂解。胱天蛋白酶1激活的两种炎症细胞因子从细胞中排出，进一步诱导邻近细胞的炎症反应。

## 细胞表达
胱天蛋白酶1在动物界的许多真核生物中在进化上是保守的。由于其在炎症免疫反应中的作用，它在肝、肾、脾和血液（中性粒细胞）等免疫器官中高度表达。感染后，炎症反应通过正反馈机制增强胱天蛋白酶1的表达，从而放大反应。

## 结构
胱天蛋白酶1作为酶原产生，然后可以裂解成20 kDa（p20）和10 kDa（p10）亚基，成为活性酶的一部分。活性胱天蛋白酶1包含p20和p10两个异二聚体。它包含一个具有跨越p20和p10亚基的活性位点的催化结构域，以及一个非催化性胱天蛋白酶激活和募集结构域（CARD）。它与其他含有CARD的蛋白质相互作用，例如含有CARD的凋亡相关斑点样蛋白 (ASC) 和Nod样受体（NLR）家族含有CARD结构域蛋白4（NLRC4），通过CARD-CARD相互作用形成炎性小体 。

## 调节

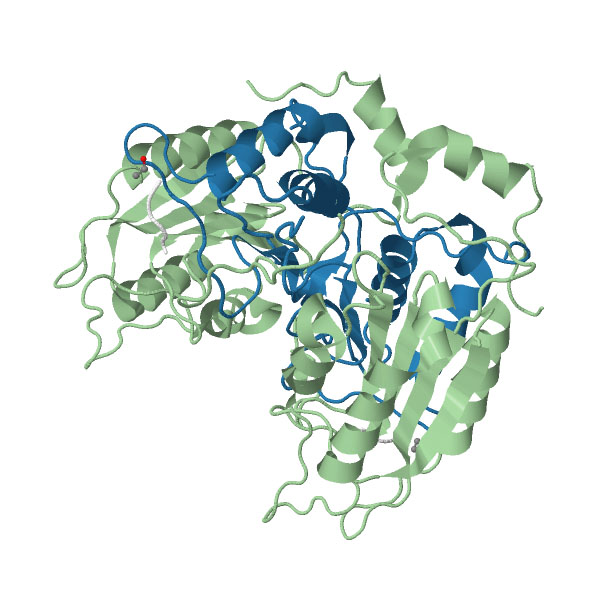
突出显示具有10kDA（蓝色）和20kDA（绿色）亚基的抑制胱天蛋白酶1

炎性小体结构示例。结构的中心是催化域，外腿是感觉域。

### 激活

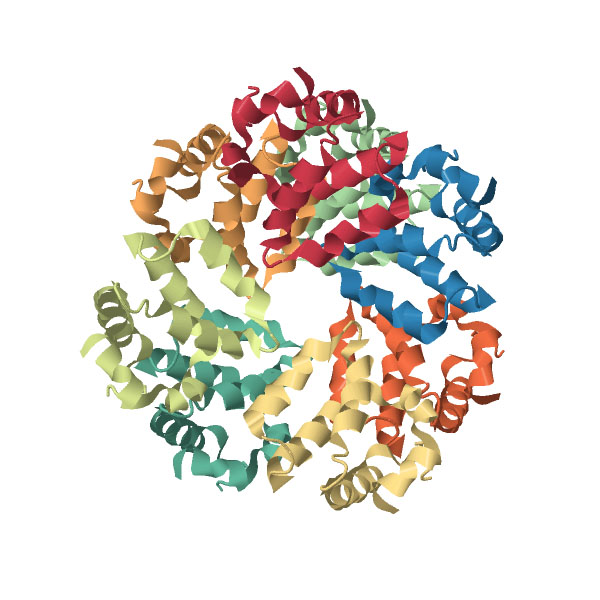
CARD-CARD相互作用介导的环形成

胱天蛋白酶1通常以其生理上无活性的酶原形式存在，当它通过自身蛋白酶解成p10和p20亚基而组装成丝状炎性体复合物时，会自动激活。炎性小体复合物是一种环状复合物，由信号特异性传感器蛋白（例如NLR家族和AIM1样受体）、衔接蛋白（例如ASC）和胱天蛋白酶（在本例中为胱天蛋白酶1）组成的三聚体。在某些情况下，信号蛋白含有自己的CARD，例如NLRP1和NLRC4，CARD-CARD相互作用是直接的，这意味着复合物中没有衔接蛋白。有多种传感器和衔接蛋白，它们的各种组合赋予炎性小体对特定信号的反应。这使得细胞根据收到的危险信号的严重程度产生不同程度的炎症反应。

### 抑制
仅CARD蛋白（CARD only protein，COP），顾名思义，是仅包含非催化CARD的蛋白质。由于CARD-CARD相互作用在炎性小体形成中的重要性，许多的COP是胱天蛋白酶的已知激活抑制剂。对于胱天蛋白酶1，特定COP的基因——ICEBERG、COP1（ICE/伪ICE）和INCA（抑制卡）——均在其基因座附近发现，因此被认为是由基因复制事件和随后的催化结构域删除而产生的。尽管它们都通过CARD-CARD相互作用与炎性小体相互作用，但它们执行抑制功能的方式以及有效性有所不同。
例如，ICEBERG使胱天蛋白酶1丝的形成成核，并因此掺入丝中，但缺乏抑制炎性小体激活的能力。相反，它被认为通过干扰胱天蛋白酶1与其他重要的含有CARD蛋白的相互作用来抑制胱天蛋白酶1激活。
另一方面，INCA通过封盖胱天蛋白酶1 CARD寡聚体来直接阻断炎性小体组装，从而阻止进一步聚合成炎性小体丝。
类似地，一些仅Pyrin蛋白（Pyrin only protein，POP）也被认为通过结合并阻断PYD相互作用来抑制炎性小体激活，从而调节胱天蛋白酶1激活。PYD相互作用也在炎性小体的形成中发挥作用，但具体机制尚不清楚。
抑制剂
- Belnacasan（英语：Belnacasan）（VX-765）[23]
- Pralnacasan（VX-740）[24]

## 功能

### 蛋白酶解裂解
激活的胱天蛋白酶1通过蛋白酶解将IL-1β前体和IL-18前体裂解为其活性形式IL-1β和IL-18。活性细胞因子导致下游炎症反应。它还将Gasdermin D裂解为其活性形式，从而导致细胞焦亡。

### 炎症反应
一旦成熟，细胞因子就会启动下游信号传导事件，诱导促炎反应并激活抗病毒基因的表达。响应的速度、特异性和类型取决于接收到的信号以及接收到信号的传感器蛋白。炎性小体可以接收的信号包括病毒双链RNA、尿素、自由基以及与细胞危险相关的其他信号，甚至其他免疫反应途径的副产物。
成熟的细胞因子本身不含有进入ER-高尔基体分泌途径所需的分选序列，因此不会通过常规方法从细胞中排出。然而，理论上这些促炎细胞因子的释放并不依赖于细胞焦亡的细胞破裂，事实上，这是一个活跃的过程。支持和反对这一假设都有证据。对于许多细胞类型来说，尽管它们完全没有表现出细胞焦亡的迹象，但细胞因子仍然被分泌，这一事实支持了这一假设。然而，一些实验表明，Gasdermin D无功能突变体仍然具有细胞因子的正常裂解，但缺乏分泌细胞因子的能力，这表明细胞焦亡实际上可能以某种方式是分泌所必需的。

### 焦亡反应
炎症反应后，激活的胱天蛋白酶1可以诱导细胞焦亡，这是一种细胞死亡的裂解形式，具体取决于接收到的信号以及接收信号的特定炎性小体传感器结构域蛋白。尽管完全炎症反应可能需要或不需要焦亡，但在发生焦亡之前完全需要炎症反应。为了诱导细胞焦亡，胱天蛋白酶1将Gasdermin D裂解成在质膜中形成孔的片段。由于渗透压，这些孔促进液体流入，导致细胞裂解和死亡。

### 其它功能
胱天蛋白酶1还被证明可以诱导坏死，并且还可以在不同的发育阶段发挥作用。对小鼠中类似蛋白质的研究表明，它在亨廷顿舞蹈病的发病机制中发挥着作用。基因的选择性剪接产生编码不同亚型的五种转录变体。最近的研究表明胱天蛋白酶1会促进CD4 T细胞死亡和HIV引起的炎症，这是促进HIV疾病进展为AIDS的两个标志性事件。
胱天蛋白酶1活性还与细菌和免疫复合物吞噬后的溶酶体酸化有关。